# جون جوزيف
جون جوزيف (بالإنجليزية: John Joseph) (و. 1962  م) هو مؤلف، وكاتب سيناريو، وكاتب غير روائي، ورياضي، ومغني أمريكي، ولد في نيويورك.